# 卡洛斯·塞斯科
卡洛斯·烏爾里科·塞斯科（西班牙語：Carlos Ulrrico Cesco，1910年11月24日—1987年11月5日）是一位阿根廷天文學家。他是一位著名的小行星發現者，小行星中心認為他發現了19顆已編號的小行星。

## 生平
卡洛斯·塞斯科一生大部分時間生活在阿根廷聖胡安。
他的哥哥羅納多·塞斯科是數學家、天體力學專家，擔任拉普拉塔天文台台長。他們都在拉普拉塔國立大學學習。

## 榮譽
小行星1571由米格爾·伊茲克索恩於1950年在拉普拉塔天文台發現，以卡洛斯和羅納多·塞斯科兄弟來命名。官方命名引文於1982年6月6日發布。